# Elixir (musikalbum)
Elixir, musikalbum av Lustans Lakejer, utgivet 26 januari 2011. Det innehåller bland annat låten Eld & Vatten, en duett med Jenny Silver.

## Låtförteckning
1. Skönhet kräver ingen tolkning - 3.32
2. En enda kyss - 4.06
3. Eld & Vatten - 3.57 (Lustans Lakejer & Jenny Silver).
4. Förbjuden frukt - 3.32
5. Ung igen - 3.52
6. Det verkade så viktigt då - 3.43
7. Fascinerad - 3.08
8. Tills gryningen skiljer oss åt - 3.20
9. Jag hade slutat drömma om att känna så här - 3.25
10. Hon är allt jag ser - 3.21
11. Jag borde vetat bättre - 5.08

## Singlar från albumet
- Det verkade så viktigt då - 3.27. Digital download-singel, 8 oktober 2010
- Förbjuden frukt - 3.32. Digital download-singel, 17 januari 2011
- Eld & Vatten - 3.57. Digital download-singel, 24 januari 2011
- Eld & Vatten (Systematisk remix) - 3.06 / (Systematisk remix, förlängd version) - 4.07. Digital download-singel, 10 februari 2011
- Jag hade slutat drömma om att känna så här (Radio remix) - 3.07 / (Instrumental radio remix) - 3.06. Digital download-singel, 13 maj 2011

## Mottagande
Albumet fick ett blandat mottagande av musikkritiker. I Aftonbladet gav Håkan Steen albumet betyget fyra plus av fem möjliga och skrev att "känslan för stil är intakt". Annah Björk i Expressen framhöll Johan Kindes uppriktighet som åldrande dandy och tyckte att Elixir var "ett ovanligt ärligt, mångbottnat och starkt album". Kristin Lundell i Svenska Dagbladet var dock mindre imponerad: "I Lustans Lakejers värld verkar klockan alltid vara halv tre på natten en lördag för trettio år sedan... Lustans Lakejer sjunger om att förbjuden frukt smakar bäst men det är en bismak av trött dekadens som dröjer sig kvar."